# 泰勒棘花鮨
泰勒棘花鮨，又稱泰勒棘花鱸，為輻鰭魚綱鱸形目鱸亞目鮨科的其中一種，分布於中東太平洋的費尼克斯群島海域，棲息深度可達183公尺，體長可達23.8公分，為底棲性魚類，屬肉食性，生活習性不明。

## 擴展閱讀
維基物種上的相關：泰勒棘花鮨